# 粛親王
粛親王（しゅくしんのう、和碩粛親王、満洲語: ᡥᠣᡧᠣᡳ
ᡫᠠᠸᡠᠩᡤᠠ
ᠴᡞᠨ ᠸᠠᠩ、転写：hošoi fafungga cin wang）は、清の皇族。粛親王家は太宗ホンタイジの長子ホーゲに始まり、清朝八大世襲家の筆頭といわれた満州鑲白旗の名家である。
初代粛親王ホーゲは清朝建国時期の征戦で活躍したが、異母弟順治帝の摂政となった叔父ドルゴンによって罪に落とされ獄死した。順治帝はドルゴン死後にホーゲの名誉を回復し、廃されていた粛親王の爵位も復活した。
第10代粛親王善耆は、清末に立憲君主制による近代化改革を推進し、辛亥革命後に清朝復辟運動を行った。善耆の第14王女愛新覚羅顯㺭（㺭は王偏に子）は、川島浪速の養女となって川島芳子を名乗った。

## 歴代当主
1. 粛武親王ホーゲ（豪格） - ホンタイジの子。初代粛親王（1636年-1648年）。
2. 顕愨親王富綬（中国語版） - ホーゲの子。第2代粛親王（1651年-1669年）。
3. 顕密親王丹臻 - 富綬の子。第3代粛親王（1670年-1702年）。
4. 顕謹親王衍潢 - 丹臻の子。第4代粛親王（1702年-1771年）。
5. 粛勤親王蘊著 - 富綬の孫。第5代粛親王（1772年-1778年）。
6. 粛恭親王永錫 - 丹臻の孫。第6代粛親王（1778年-1821年）。
7. 粛慎親王敬敏 - 永錫の子。第7代粛親王（1821年-1852年）。
8. 粛恪親王華豊 - 敬敏の子。第8代粛親王（1853年-1869年）。
9. 粛良親王隆懃 - 華豊の子。第9代粛親王（1870年-1898年）。
10. 粛忠親王善耆 - 隆懃の子。第10代粛親王（1898年-1922年）。
11. 粛親王憲章 - 善耆の子。第11代粛親王（1922年-1945年）。満州国崩壊後、親王号は廃止された。

## 粛親王家の人物
- ホーゲ（豪格） - 初代粛親王。
- 富綬（中国語版） - 第2代粛親王。
- 善耆 - 第10代粛親王。
  - 金壁東－善耆の第7王子
    - 愛新覚羅連経－善耆の第16王子憲方の子。画家。

  - 川島芳子－善耆の第14王女
  - 愛新覚羅顕琦 - 善耆の第17王女（末子）